# Općinska nogometna liga Odžak 1980./81.
Općinska nogometna liga Odžak je bila liga sedmog stupnja nogometnog prvenstva Jugoslavije u sezoni 1980./81. 
 
Sudjelovalo je 12 klubova, a prvak je bio klub "Jelen" iz Donje Dubice (MZ Trnjak). 

## Ljestvica
| mj. | klub                        | ut. | pob. | ner. | por. | gol+ | gol- | bod |
| --- | --------------------------- | --- | ---- | ---- | ---- | ---- | ---- | --- |
| 1.  | Jelen Trnjak (Donja Dubica) | 22  | 15   | 3    | 4    | 60   | 23   | 33  |
| 2.  | Mera Vojskova               | 22  | 14   | 3    | 5    | 68   | 37   | 31  |
| 3.  | Mladost Gornja Dubica       | 22  | 10   | 9    | 3    | 37   | 22   | 29  |
| 4.  | Vranjak                     | 22  | 10   | 6    | 6    | 43   | 35   | 26  |
| 5.  | Napredak Srnava             | 22  | 8    | 8    | 6    | 40   | 36   | 24  |
| 6.  | Polet Vrbovac               | 22  | 8    | 8    | 6    | 39   | 36   | 24  |
| 7.  | Posavina Posavska Mahala    | 22  | 7    | 7    | 8    | 35   | 36   | 21  |
| 8.  | Bratstvo Gornji Svilaj      | 22  | 7    | 6    | 9    | 46   | 60   | 20  |
| 9.  | Strolit Odžak               | 22  | 7    | 5    | 10   | 35   | 38   | 19  |
| 10. | Vučijak Pećnik              | 22  | 7    | 4    | 11   | 46   | 64   | 18  |
| 11. | Posavina Miloševac          | 22  | 6    | 3    | 13   | 46   | 54   | 15  |
| 12. | Omladinac Potočani          | 22  | 3    | 3    | 16   | 31   | 74   | 9   |

## Rezultatska križaljka
| kratica | klub                        | BRA | JEL | MERA | MLA | NAP | OML | POL | POSM | POSPM | STR | VRA | VUČ |
| --- | --------------------------- | --- | --- | ---- | --- | --- | --- | --- | ---- | ----- | --- | --- | --- |
| BRA | Bratstvo Gornji Svilaj      |     |     |      |     |     |     |     |      |       |     |     |     |
| JEL | Jelen Trnjak (Donja Dubica) |     |     |      |     |     |     |     |      |       |     |     |     |
| MERA | Mera Vojskova               |     |     |      |     |     |     |     |      |       |     |     |     |
| MLA | Mladost Gornja Dubica       |     |     |      |     |     |     |     |      |       |     |     |     |
| NAP | Napredak Srnava             |     |     |      |     |     |     |     |      |       |     |     |     |
| OML | Omladinac Potočani          |     |     |      |     |     |     |     |      |       |     |     |     |
| POL | Polet Vrbovac               |     |     |      |     |     |     |     |      |       |     |     |     |
| POSM | Posavina Miloševac          |     |     |      |     |     |     |     |      |       |     |     |     |
| POSPM | Posavina Posavska Mahala    |     |     |      |     |     |     |     |      |       |     |     |     |
| STR | Strolit Odžak               |     |     |      |     |     |     |     |      |       |     |     |     |
| VRA | Vranjak                     |     |     |      |     |     |     |     |      |       |     |     |     |
| VUČ | Vučijak Pećnik              |     |     |      |     |     |     |     |      |       |     |     |     |
| |                             |     |     |      |     |     |     |     |      |       |     |     |     |
| podebljan rezultat - utakmice od 1. do 11. kola (1. utakmica između klubova) rezultat normalne debljine - utakmice od 12. do 22. kola (2. utakmica između klubova) rezultat nakošen - nije vidljiv redoslijed odigravanja međusobnih utakmica iz dostupnih izvora rezultat nakošen i smanjen * - iz dostupnih izvora nije uočljiv domaćin susreta prekrižen rezultat - poništena ili brisana utakmica p - utakmica prekinuta 3:0 p.f. / 0:3 p.f. - rezultat 3:0 bez borbe |                             |     |     |      |     |     |     |     |      |       |     |     |     |

 Izvori: 